# سفارت ایالات متحده آمریکا در نایروبی
سفارت ایالات متحده آمریکا در نایروبی (به لاتین: Embassy of the United States) یک منطقهٔ مسکونی و نمایندگی سیاسی ایالات متحده آمریکا در کنیا است که در نایروبی واقع شده‌است.